# Eulàlia Ramon i Estrach
Eulàlia Ramon i Estrach (Barcelona, 21 de novembre de 1959) és una actriu catalana de cinema, teatre i televisió, coneguda per L'amor és estrany (1988), La Mirandolina (1990) i Byron. També fotògrafa, ha exposat a ciutats com Còrdova, Londres, Moscou, Sant Petersburg i Madrid, entre d'altres.

## Biografia
Fins als 18 anys va residir a Sant Feliu de Guíxols. Va estudiar interpretació, mímica, pantomima i ballet clàssic amb Teresa Manresa, i des que era molt jove va sentir també passió per la fotografia.
El 1984 va instal·lar-se a Madrid, on va començar a treballar a la sèrie de televisió Página de sucesos.

## Trajectòria professional

### Com a actriu
S'inicia professionalment com a actriu el 1983 amb el seu debut al cinema amb la pel·lícula Últimas tardes con Teresa de Gonzalo Herralde. A partir d'aquí comença a treballar amb directors de la talla de Vicente Aranda a Fanny Pelopaja, Manuel Iborra a Caín, Fernando Fernán-Gómez a El mar y el tiempo (Premi Especial del Jurat al Festival de Sant Sebastià) i Fuera de juego, i Antonio del Real a El río que nos lleva. També amb Montxo Armendáriz, a Las cartas de Alou (Conquilla d'Or al Festival de Sant Sebastià i amb gran repercussió a nivell internacional), amb Marc Recha a Les mans buides i Petit indi (ambdues seleccionades a diversos festivals: Canes, Locarno, etc). Va treballar també amb Imanol Uribe a El rey pasmado, amb Pilar Miró a El pájaro de la felicidad, i amb Carlos Saura a ¡Dispara!, Pajarico, Goya en Burdeos i El séptimo día.
A la televisió comença el 1985 fent col·laboracions per a la televisió catalana. Roda a Espanya una minisèrie de prestigi de la cadena estatunidenca ABC Harem, dirigida per Billy Hale. Treballa després en sèries de TVE com Escalera interior-Escalera exterior, Clase media o Las aventuras de Pepe Carvalho, dirigida aquesta última per Adolfo Aristarain. Col·labora també en un capítol de la sèrie La mujer de tu vida, produïda per Fernando Trueba, i que dirigeix Emilio Martínez-Lázaro. Participa també al programa de TVE A media voz, un espai amb música en directe i esquetxos que compartia amb Óscar Ladoire (director del projecte) i El Gran Wyoming. El següent per a l'actriu és finalitzar per a TVE el rodatge de la sèrie d'ambient yuppie Para Elisa. El 1994 comença el rodatge de la sèrie Truhanes per a Telecinco. El 2001 protagonitza també la minisèrie ambientada a la Guerra Civil Des del balcó, basada en tres novel·les de Montserrat Roig i dirigida per Jesús Garay per a TV3. Un altre projecte que realitza és un telefilm titulat Fragments, dirigit per Judith Colell i produït per a TV3 i el 2005 roda un episodi de les noves Historias para no dormir dirigit per Álex de la Iglesia.
Els seus començaments al teatre van ser performances a Barcelona i és el 1991 quan comença a formar part de la Companyia Nacional de Teatre Clàssic. Protagonitza La verdad sospechosa, èxit de taquilla i crítica d'aquell any, de Juan Ruiz de Alarcón i sota la direcció de Pilar Miró, i protagonitza també el muntatge teatral Tres actos desafiantes, amb textos de Woody Allen i David Mamet, sota la direcció de José Pascual.

### Com a fotògrafa
Sobre la fotografia, afirma que té coses en comú amb la interpretació, ja que són «canals de comunicació que ens apropen d'una manera diferent als sentiments i les sensacions». Sobre això, reflexiona: «L'actor ha de fer la seva mirada per després cedir el seu lloc a la del personatge, mentre que el fotògraf l'ha de diluir per deixar parlar la seva obra, on es fixa per sempre».
Ha col·laborat amb l'artista Xavier Mascaró, amb la pintora Pepa Poch i en la selecció d'obres per a la col·lecció Fotosaurios de Carlos Saura. La seva obra s'ha exposat a diversos centres d'exposicions i galeries, com ara el Centro Andaluz de Fotografía d'Almeria, la Fundación Antonio Gala de Còrdova, la Casa del Cinema de Sant Petersburg, l'Institut Cervantes de Moscou, la Casa Zavala de Conca, la Spain Now de Londres o l'ambaixada d'Espanya a Abu Dhabi.

### Altres
El 2004 va substituir l'actriu Marisa Paredes com a presidenta del Jurat de la secció internacional al III Festival Internacional Almería en Corto.
El 2022 va estrenar-se com a directora de cinema amb el curtmetratge Cuentas divinas, escrit per María Zaragoza i amb Celia Freijeiro, Fele Martínez i Marina San José com a intèrprets. El curt, una comèdia negra sobre les persones que estan fartes d'aparentar, va clausurar el Festival de Cinema de Sitges.

## Treballs interpretatius

### Filmografia
| Any       | Títol                          | Direcció                      | Notes                                                   |
| --------- | ------------------------------ | ----------------------------- | ------------------------------------------------------- |
| 1983      | Les últimes tardes amb Teresa  | Gonzalo Herralde              | llargmetratge                                           |
| 1984      | Fanny Pelopaja                 | Vicente Aranda                | llargmetratge                                           |
| 1984-1985 | Página de sucesos              | Antonio Giménez Rico          | televisió (TVE)                                         |
| 1986      | Las aventuras de Pepe Carvalho |                               | televisió                                               |
| 1987      | Clase media                    |                               | televisió                                               |
| 1988      | Garum                          | Tomas Muñoz                   | llargmetratge                                           |
| 1988      | Matar al Nani                  | Roberto Bodegas               | llargmetratge                                           |
| 1988      | L'amor és estrany              | Carles Balagué                | llargmetratge                                           |
| 1988      | Esa cosa con plumas            | Óscar Ladoire                 | llargmetratge                                           |
| 1989      | El mar y el tiempo             | Fernando Fernán Gómez         | llargmetratge                                           |
| 1989      | El río que nos lleva           | Antonio del Real              | llargmetratge                                           |
| 1990      | Los mares del sur              | Manuel Esteban                | llargmetratge                                           |
| 1990      | Las cartas de Alou             | Montxo Armendáriz             | llargmetratge                                           |
| 1990      | Fuera de juego                 | Fernando Fernán Gómez         | llargmetratge                                           |
| 1991      | El rey pasmado                 | Imanol Uribe                  | llargmetratge                                           |
| 1992      | Un paraguas para tres          | Felipe Vega                   | llargmetratge                                           |
| 1992      | La mujer del cortometrajista   | Javier Izquierdo              | llargmetratge                                           |
| 1992      | El pájaro de la felicidad      | Pilar Miró                    | llargmetratge                                           |
| 1992      | Después del sueño              | Mario Camus                   | llargmetratge                                           |
| 1993      | ¡Dispara!                      | Carlos Saura                  | llargmetratge                                           |
| 1993      | Del amor                       | Antonio Cano                  | curtmetratge                                            |
| 1994      | Souvenir                       | Rosa Vergés                   | llargmetratge                                           |
| 1994      | El día nunca por la tarde      | Julián Esteban                | llargmetratge                                           |
| 1994      | Truhanes                       | Miguel Hermoso                | televisió                                               |
| 1996      | Nissaga de poder               | Josep M. Benet i Jornet       | sèrie de televisió (TV3)                                |
| 1996      | Taxi                           | Carlos Saura                  | llargmetratge                                           |
| 1997      | Pajarico                       | Carlos Saura                  | llargmetratge                                           |
| 1997      | Em dic Sara                    | Dolors Payàs                  | llargmetratge                                           |
| 1998      | Lisa                           | Carlos Puyet                  | curtmetratge                                            |
| 1999      | Goya en Burdeos                | Carlos Saura                  | llargmetratge                                           |
| 2000      | Dones                          | Judith Colell                 | llargmetratge                                           |
| 2000      | Adela                          | Eduardo Mignogna              | llargmetratge                                           |
| 2000-2001 | Des del balcó                  | Jesús Garay                   | sèrie de televisió                                      |
| 2001      | Lauburu                        | Luis Ángel Ramírez            | curtmetratge                                            |
| 2002      | La kedada                      | Arturo Franco i Kiko Martínez | curtmetratge                                            |
| 2003      | Les mans buides                | Marc Recha                    | llargmetratge                                           |
| 2003      | Al pasar la barca              | Antonio Delgado Liz           | curtmetratge                                            |
| 2003      | El comisario                   | Jesús Font                    | sèrie de televisió                                      |
| 2004      | El séptimo día                 | Carlos Saura                  | llargmetratge                                           |
| 2006      | Io, Don Giovanni               | Carlos Saura                  | llargmetratge                                           |
| 2006      | El síndrome de Svensson        | Kepa Sojo                     | llargmetratge                                           |
| 2006      | La habitación del niño         |                               | televisió; de la sèrie Películas para no dormir         |
| 2008      | Petit indi                     | Marc Recha                    | llargmetratge                                           |
| 2010      | Ángel o demonio                | Daniel Cebrián                | sèrie de televisió (tele5); episodi "Una vida por otra" |
| 2012      | Cuéntame cómo pasó             | Daniel Cebrián                | sèrie de televisió (TVE); episodi "Vivir"               |
| 2012      | Spot                           | César Espada                  | llargmetratge                                           |
| 2012      | Papá se ha ido                 | Sonia Sebastián               | curtmetratge                                            |
| 2013      | La Llorona                     | Ernesto Martin                | curtmetratge                                            |
| 2013      | Gente en sitios                | Juan Cavestany                | llargmetratge                                           |
| 2014      | De chica en chica              | Sonia Sebastián               | llargmetratge                                           |
| 2014      | Asalto en la noche             | Laura Tajada                  | curtmetratge                                            |
| 2015      | Detour                         | César Espada                  | curtmetratge                                            |
| 2015      | Relaxing cup of coffee         | José Semprún                  | llargmetratge                                           |
| 2017      | Yo también                     | Sonia Sebastián               | curtmetratge                                            |
| 2018      | El camino de la Totalidad      | Al Palacios                   | curtmetratge                                            |
| 2018      | 75 días                        | Marc Romero                   | llargmetratge                                           |
| 2019      | El rey de todo el mundo        | Carlos Saura                  | llargmetratge                                           |
| 2021      | Goya, 3 de mayo                | Carlos Saura                  | curtmetratge                                            |
| 2021      | Merlí: Sapere aude             | Menna Fité                    | sèrie de televisió (Movistar+ i CCMA)                   |
| 2022      | Sobremesa de domingo           | Adrián Torres                 | curtmetratge                                            |
| 2022      | Despierta                      | Cecilia Gessa                 | curtmetratge                                            |
| 2022      | Dalia                          | Carlos Mures                  | llargmetratge                                           |
| 2022      | Ya no me escribes              | Martí Guarch                  | llargmetratge                                           |

### Teatre
- 1992: La verdad sospechosa, de Juan Ruiz de Alarcón i dirigida per Pilar Miró[8]
- 1996: Tres actos desafiantes, de Woody Allen, Elaine May i David Mamet (Death Defying Acts) i dirigida per José Pascual[8]
- 2013: El gran teatro del mundo, de Pedro Calderón de la Barca i dirigida per Carlos Saura[2]
- 2020: Reformatorio (de madres y padres), d'Elvira Lindo, obra de teatre radiada per a RNE-Radio 3[11][12]
- 2022: Las palabras olvidadas, de Mariano Lasheras i María Dubón i dirigida per Laura Tajada[13]

## Vida privada
Va treballar per primera vegada amb el cineasta Carlos Saura el 1993 rodant la pel·lícula ¡Dispara! i van iniciar una relació sentimental. La seva filla Anna va néixer tres anys més tard, i finalment van casar-se el 2006 a la seva casa de Collado Mediano en una cerimònia petita i quasi privada i a la qual van assistir Anna, els fills de Saura de relacions anteriors, alguns amics i la mare de la núvia.